# Hệ nhị nguyên giới
Hệ nhị nguyên giới, hay Hệ nhị phân giới (tiếng Anh: Gender binary, hay Gender binarism, Binarism hoặc Genderism) là một hệ thống phân giới thành hai thái cực đối lập nhau, hoặc là nam, hoặc là nữ. Sự phân loại này có thể là theo hệ thống xã hội hoặc theo từng vùng văn hóa.
Theo hình mẫu nhị nguyên này, giới tính, giới và tính dục sẽ được thừa nhận mặc định rằng có sự liên kết với giới tính được chỉ định sau khi sinh của một người. Ví dụ, khi một người sinh ra mang những đặc điểm giới tính của giống đực, thì theo hình mẫu nhị nguyên sẽ cho rằng người này lớn lên sẽ trở nên nam tính theo quy chuẩn của xã hội về ngoại hình, đặc điểm, tính cách và hành vì, trong đó bao gồm sự hấp dẫn dị tính với những người nữ khác. Những mặt này có thể bao gồm sự kì vọng về cách ăn mặc, hành vi, xu hướng tính dục, tên gọi hoặc đại từ xưng hô, phòng vệ sinh mong muốn, hoặc các giá trị khác. Những kì vọng này có thể đóng góp vào những thái độ tiêu cực, thiên kiến và sự phân biệt đối xử đối với những cá nhân có thể hiện giới không theo các quy chuẩn về giới và vai trò giới hoặc những người có bản dạng giới không đồng nhất với giới chỉ định sau sinh của họ.

## Khái quát
Thuật ngữ "hệ nhị nguyên giới" mô tả một hệ thống trong xã hội chỉ định những thành viên của xã hội ấy được phân vào một trong hai nhóm của vai trò giới, bản dạng giới và những đặc điểm giới tính dựa trên bộ phận sinh dục. Trong trường hợp những người sinh ra với những cơ quan nằm ngoài hệ thống phân loại (tức chỉ những người liên giới tính), họ sẽ bị ép buộc phải trải qua phẫu thuật định hình giới tính. Người liên giới tính thường nhận diện bản thân có giới tính là đực hoặc cái; tuy nhiên, bản dạng giới của họ có thể sẽ khác. Hệ nhị nguyên sẽ tập trung vào danh tính của một người dựa vào những đặc điểm sinh học của họ.
Vai trò giới là một nhân tố quan trọng của hệ nhị nguyên giới. Vai trò giới định hình và ràng buộc những trải nghiệm sống của một người, có tác động tới các cách thể hiện của một người, từ sự lựa chọn cách ăn mặc và quần áo tới nghề nghiệp. Hầu hết mọi người sẽ có những đặc điểm tâm lý thuộc về tính nam hoặc tính nữ. Những vai trò giới truyền thống bị ảnh hưởng bởi truyền thông, tôn giáo, giáo dục, hệ thống chính trị, hệ thống văn hóa và hệ thống xã hội. Những tôn giáo lớn như Hồi giáo và Kitô giáo đóng vai trò như một bộ máy chính quyền cho vai trò giới. Ví dụ, đạo Hồi đã dạy rằng người mẹ là người chăm sóc chủ yếu cho những đứa con của họ và nhà thờ Công giáo chỉ phong chức cho người hợp giới nam làm mục sư. Đạo Kitô giáo cũng ủng hộ sự tuân thủ theo hệ nhị nguyên theo Sách Sáng Thế trong Kinh Thánh, trong đó đã tuyên bố ở mục thứ 27 rằng "Chúa tạo nên người đàn ông theo hình ảnh người Ngài; theo hình ảnh của Chúa, Ngài đã tạo ra anh ấy; đàn ông và đàn bà, Ngài đã tạo ra họ".
Trong tiếng Anh, một số danh từ (ví dụ: boy - con trai), kính ngữ (ví dụ: Miss), nghề nghiệp (ví dụ: actress - nữ diễn viên) và danh xưng (ví dụ: she/her - cô ấy, he/him - anh ấy) đều có giới, và chúng thuộc vào hệ nhị nguyên nam-nữ. Trẻ em được lớn lên trong những môi trường nói tiếng Anh (và các ngôn ngữ gán giới khác) đều coi giới tuân theo hệ thống nhị nguyên. Nhiều nghiên cứu đã phát hiện rằng đối với trẻ em học tiếng Anh là ngôn ngữ đầu tiên ở Hoa Kỳ, việc sử dụng hệ thống nhị nguyên của người lớn để phân loại các cá nhân (ví dụ: phòng vệ sinh nam và phòng vệ sinh nữ, hay đội bóng nam và đội bóng nữ) đã gây nên những định kiến về giới.
Theo như Thomas Keith trong Tính nam trong văn hóa nước Mỹ thời hiện đại (Masculinities in Contemporary American Culture), sự thừa nhận về văn hóa lâu dài rằng quy luật đối tính nam-nữ là "tự nhiên và bất biến" phần nào giải thích cho chế độ phụ quyền vững bền và chế độ nam quyền trong xã hội thời hiện đại.

## Trong cộng đồng LGBTQ+
Hệ nhị nguyên giới đã tạo nên một kết cấu quyền lực được thể chế hóa, và những cá nhân nhận dạng bản thân có giới nằm ngoài hệ nhị nguyên giới truyền thống có thể sẽ phải chịu sự kì thị và quấy rối ngay tại chính nội bộ cộng đồng LGBTQ+. Hầu hết những sự phân biệt đối xử này bắt nguồn từ những kì vọng của xã hội về giới được thể hiện ngay trong cộng đồng LGBTQ+. Tuy nhiên, nhiều thành viên của cộng đồng LGBTQ+ và các nhóm vận động quyền trẻ tuổi đã cống hiện vào sự nghiệp chối bộ hệ nhị nguyên giới ngay bên trong cộng đồng LGBTQ+. Nhiều cá nhân của cộng đồng LGBTQ+ đã nêu ra một hệ thống quyền lực của cộng đồng LGBTQ+, và những người không nhận dạng bản thân là một trong hai giới trong hệ nhị nguyên thường đứng dưới cùng của hệ thống quyền lực này.  Vô số những yếu tố khác như sắc tộc, dân tộc, tuổi tác, giới, giới tính và các mặt khác có thể nâng hoặc hạ vị trí của một người trong hệ thống này.
Trên toàn thế giới có tồn tại nhiều cá nhân và nhiều các nền văn hóa khác nhau có thể được coi là những trường hợp ngoại lệ của hệ nhị nguyên hoặc những nhân dạng chuyển giới cụ thể. Đối với những cá nhân liên giới tính bẩm sinh, ở đây có tồn tại những vai trò xã hội cụ thể xoay quanh những mặt của cả hai hoặc không một giới nào nằm trong hệ nhị nguyên giới. Đây bao gồm nhóm Two-Spirit của người thổ dân châu Mỹ và hijra của người Ấn Độ. Nhà triết gia nữ quyền Mariá Lugones đã tranh luận rằng những người khai hoang từ phương Tây đã áp đặt hệ thống nhị nguyên giới lên những người bản địa, thay thế những quan niệm bản địa đã xuất hiện từ trước. Trong xã hội phương Tây, những người phi nhị nguyên giới và đa dạng giới đã bứt phá khỏi hệ nhị nguyên bằng cách chối bỏ những thuật ngữ như "nam" và "nữ". Người chuyển giới cũng có một vị thế đặc biệt trong sự liên hệ tới hệ nhị nguyên giới. Trong một số trường hợp, nhằm để tuân theo những mong đợi của xã hội về giới, nhiều cá nhân chuyển giới có thể trải qua phẫu thuật định giới, trị liệu nội tiết tố, hoặc cả hai.

## Giới hạn và sự chối bỏ
Một số học giả nữ quyền đã không thừa nhận sự tồn tại của hệ thống nhị nguyên. Judith Lorber giải thích vấn đề của việc không thể trả lời những câu hỏi nhằm chia con người thành hai nhóm rằng "mặc dù họ thường nhận thức được những khác biệt rõ ràng trong nội bộ của các nhóm thay vì sự khác biệt giữa các nhóm với nhau". Lorber đã tranh luận rằng điều này đã chứng thực cho sự thật rằng hệ nhị nguyên giới là một sự chuyên quyền và có thể dẫn tới những kì vọng lệch lạc với cả đàn ông lẫn phụ nữ.
Nhiều học giả nghiên cứu về hệ nhị nguyên từ góc nhìn của giả thuyết về nữ quyền và chủng tộc đồng tình rằng trong quá trình thuộc địa hoá châu Âu của Hoa Kỳ, một hệ thống nhị nguyên về giới đã được tạo nên và thực thi nhằm để bảo vệ chế độ gia trưởng và đề cao chủ nghĩa dân tộc châu Âu. Những nghiên cứu về truyền thống Two Spirit của người thổ dân châu Mỹ đã cho thấy rất nhiều dân tộc của thổ dân châu Mỹ đã có cách hiểu về giới và tính dục theo cách đối lập với những quy chuẩn của xã hội phương Tây.
Hệ thống nhị nguyên giới cũng tạo nên giới hạn trong việc cung cấp các dịch vụ y tế đầy đủ cho những bệnh nhân không tuân theo vai trò giới. Có tồn tại một sự thiếu hụt lớn trong các tài liệu y khoa về những cá nhân phi nhị nguyên - những người có nhu cầu đặc biệt về chăm sóc sức khỏe.
Anne Fausto-Sterling đã đề xuất sự phân loại của 23 giới tính và bỏ đi sự phân loại chỉ bao gồm giống đực và giống cái. Trong văn bản của cô: "Năm giới tính: Tại sao chỉ có đực và cái thôi là chưa đủ", cô đã bàn luận về sự tồn tại của người liên giới tính, các cá nhân sở hữu sự kết hợp giữa những đặc điểm giới tính của cả giống đực và cái, những người bị xem như không phù hợp với các quy chuẩn của xã hội, và thường bị ép buộc phải trải qua phẫu thuật định hình giới tính ở độ tuổi rất nhỏ chỉ để tuân theo hệ thống nhị nguyên giới. Sự tồn tại của những cá nhân này đã thách thức những chuẩn mực về giới của hệ thống nhị nguyên và đặt ra những thắc mắc về vai trò của xã hội trong việc kiến tạo nên hệ thống giới. Fausto-Sterling cho rằng những người chuyên môn hiện đại đã khuyến khích rằng quan niệm về giới là một sự kiến tạo văn hóa và kết luận rằng: "chúng ta đã di chuyển khỏi thời kì của tính lưỡng hình và đang tiến tới một trong những sự đa dạng khác vượt lên khỏi con số 2".